# Église Saint-Sauveur de Dubrovnik
Pour les articles homonymes, voir Église Saint-Sauveur.
L'église Saint-Sauveur de Dubrovnik (en croate : Crkva sv. Spasa) est une petite église votive située à Dubrovnik, dans la Vieille Ville. Elle est dédiée à Jésus-Christ.

## Histoire et Architecture
À la suite du tremblement de terre du 17 mai 1520, qui a tué environ 20 personnes et endommagé de nombreux bâtiments dans la ville, le Sénat qui présidait la république de Raguse a commandé une nouvelle église. La monumentale inscription au-dessus de l'entrée principale sur la façade en atteste. Conçue par l'architecte Petar Andrijić de Korčula, la construction a commencé en 1520 et l'église a été achevée en 1528.
L'église a une seule nef. La façade principale est de style Renaissance. 
En 1667 Dubrovnik a été frappée de nouveau par un terrible tremblement de terre qui a tué 5 000 citoyens et détruit une grande partie de la ville. Cependant, l'église du Saint-Sauveur a résisté à la catastrophe, de sorte qu'elle peut être vue aujourd'hui dans sa forme originale, comme un bel exemple d'architecture Renaissance de la ville.

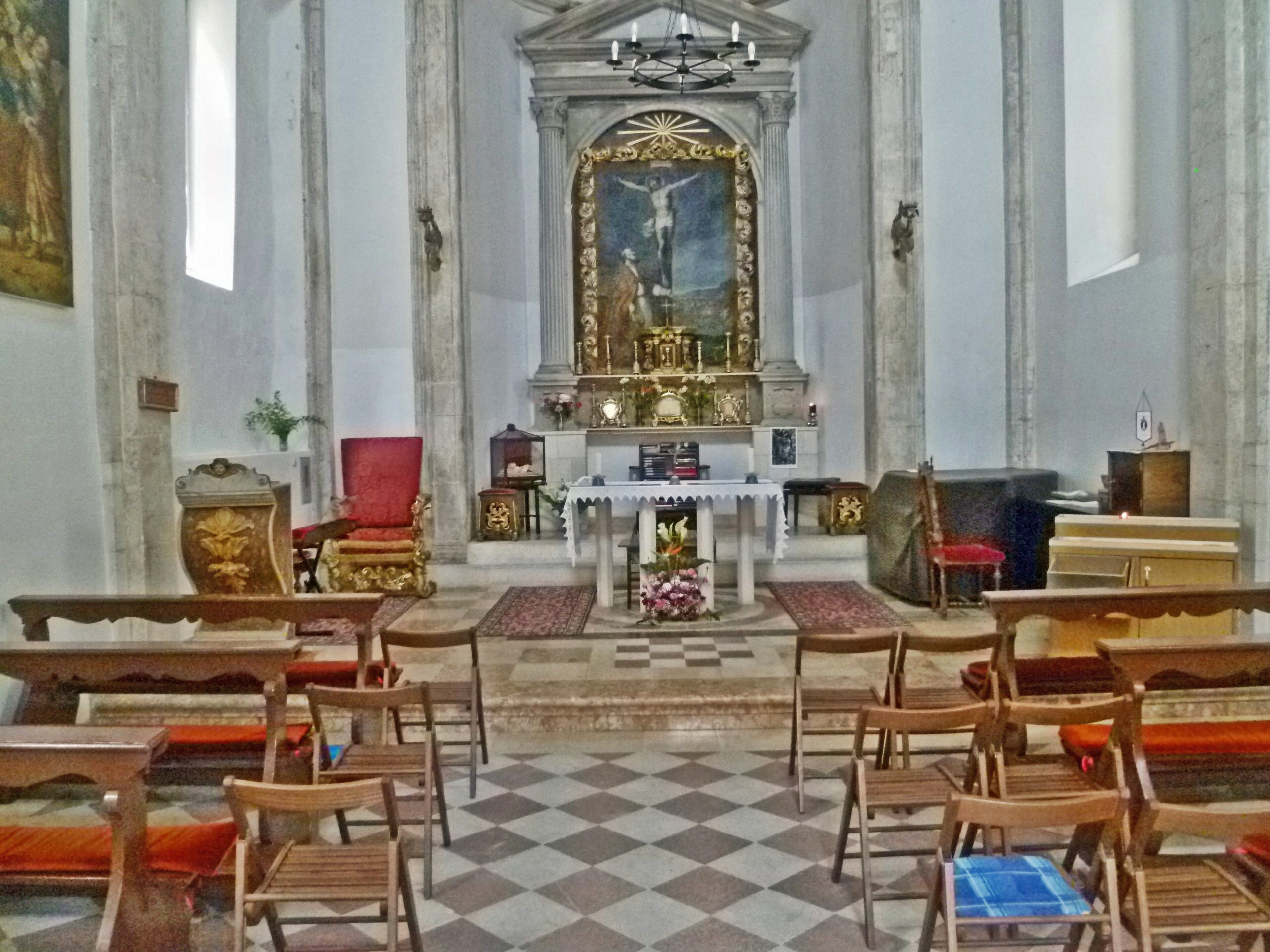
L'intérieur de l'église du Saint-Sauveur